# Serie A2 2017-2018 (calcio a 5 femminile)
Il campionato di Serie A2 2017-2018 è la 1ª edizione assoluta della categoria, la 3ª a rappresentare il secondo livello del Campionato italiano di calcio a 5 femminile.

## Stagione
Il Consiglio Direttivo della Divisione Calcio a Cinque, atteso quanto definito dal Consiglio della Lega Nazionale Dilettanti successivamente alle analisi della CO.VI.SO.D. sulle domande di iscrizione, ripescaggio e ammissione al campionato di Serie A2 femminile, ha definito in 50 squadre l’organico per la stagione sportiva 2017-18, scese a 47 in seguito alle rinunce di Borussia Policoro (avvenuta prima dell'inizio del campionato) e di Bassotti e Porto San Giorgio (durante il girone di ritorno). Dalla Serie A2 femminile saranno promosse in Serie A complessivamente 5 squadre; retrocederanno nei campionati regionali complessivamente 10 squadre, scese a 9 in seguito alla rinuncia del Policoro e quindi a 7 dopo quelle di Bassotti e Porto San Giorgio.

## Girone A

### Partecipanti
Preso atto della rinuncia delle trentine del Nomi, il consiglio direttivo della Divisione ha deliberato il ripescaggio dei Bassotti. Proprio in seguito alla rinuncia della compagine ripescata, il girone A non prevede retrocessioni dirette.

### Classifica[7]
|  | Pos. | Squadra       | Pt | G  | V  | N | P  | GF | GS | DR  |
|  | ---- | ------------- | -- | -- | -- | - | -- | -- | -- | --- |
|  | 1.   | Flaminia      | 51 | 22 | 16 | 3 | 3  | 74 | 42 | +32 |
|  | 2.   | Noalese       | 49 | 22 | 16 | 1 | 5  | 93 | 58 | +35 |
|  | 3.   | Torres        | 39 | 22 | 12 | 3 | 7  | 67 | 55 | +12 |
|  | 4.   | Real Fenice   | 35 | 22 | 10 | 5 | 7  | 69 | 59 | +10 |
|  | 5.   | Decima SC     | 32 | 22 | 9  | 5 | 8  | 74 | 63 | +11 |
|  | 6.   | Rovigo Orange | 29 | 22 | 9  | 2 | 11 | 65 | 60 | +5  |
|  | 7.   | Trilacum      | 29 | 22 | 9  | 2 | 11 | 80 | 75 | +5  |
|  | 8.   | Audace Verona | 29 | 22 | 9  | 2 | 11 | 62 | 66 | -4  |
|  | 9.   | Top Five      | 28 | 22 | 9  | 1 | 12 | 57 | 62 | -5  |
|  | 10.  | San Pietro    | 25 | 22 | 7  | 4 | 11 | 58 | 68 | -10 |
|  | −    | Bassotti      | 19 | 22 | 6  | 2 | 14 | 49 | 90 | -41 |
|  | 11.  | Sassoleone    | 12 | 22 | 2  | 6 | 14 | 37 | 87 | -50 |

### Verdetti
- Flaminia promosso in Serie A 2018-19.
- Bassotti esclusi dal campionato per cessazione dell'attività agonistica con decorrenza immediata (15ª giornata). Tutte le gare residuali in calendario sono state considerate perse con il punteggio di 0-6 a favore della società antagonista[10].
- Trilacum non iscritto al campionato di Serie A2 2018-19; Sassoleone retrocesso nel campionato regionale ma successivamente ripescato.

## Girone B

### Partecipanti
Preso atto della mancata iscrizione di Arcadia Bisceglie e Grifo Perugia, il consiglio direttivo della Divisione ha deliberato il ripescaggio di Atletic San Marzano, Porto San Giorgio e Saint Joseph Copertino, nonché l'inserimento nel girone dell'Angelana che ha rinunciato alla promozione nella massima serie. Durante l'estate la sezione femminile del Futsal Bisceglie 1990 si è distaccata dalla società madre diventando "Bisceglie Femminile" mentre il Maracanà Dream Futsal si è fusa con il Civitanova 1996 per dare vita al "Civitanova Dream Futsal". Infine, il titolo della Real Lions Ancona è stato rilevato dai concittadini della Dorica Torrette. In seguito alla rinuncia del Porto San Giorgio, nel girone B retrocede direttamente nei campionati regionali solamente la società ultima classificata.

### Classifica[7]
|  | Pos. | Squadra              | Pt | G  | V  | N | P  | GF  | GS  | DR   |
|  | ---- | -------------------- | -- | -- | -- | - | -- | --- | --- | ---- |
|  | 1.   | AZ Gold              | 64 | 24 | 21 | 1 | 2  | 150 | 38  | +112 |
|  | 2.   | Bisceglie            | 60 | 24 | 19 | 3 | 2  | 119 | 33  | +86  |
|  | 3.   | Molfetta             | 51 | 24 | 16 | 3 | 5  | 96  | 45  | +51  |
|  | 4.   | Angelana             | 51 | 24 | 16 | 3 | 5  | 93  | 58  | +35  |
|  | 5.   | Atletico Chiaravalle | 38 | 24 | 11 | 5 | 8  | 82  | 58  | +24  |
|  | 6.   | New Team Noci        | 36 | 24 | 11 | 3 | 10 | 65  | 76  | -11  |
|  | 7.   | Dorica Torrette      | 29 | 24 | 9  | 2 | 13 | 60  | 69  | -9   |
|  | 8.   | Conversano           | 28 | 24 | 8  | 4 | 12 | 46  | 57  | -11  |
|  | -    | Porto San Giorgio    | 28 | 24 | 9  | 1 | 14 | 47  | 86  | -39  |
|  | 9.   | Dona Style           | 27 | 24 | 8  | 3 | 13 | 53  | 62  | -9   |
|  | 10.  | Civitanova           | 23 | 24 | 7  | 2 | 15 | 44  | 79  | -35  |
|  | 11.  | Copertino            | 15 | 24 | 4  | 3 | 17 | 55  | 96  | -41  |
|  | 12.  | Atletic San Marzano  | 1  | 24 | 0  | 1 | 23 | 25  | 178 | -153 |

### Verdetti
- Bisceglie promosso in Serie A 2018-19 dopo i play-off.
- S.J. Copertino retrocesso nel campionato regionale dopo i play-out.
- Porto San Giorgio escluso dal campionato per cessazione dell'attività agonistica con decorrenza immediata (18ª giornata). Tutte le gare residuali in calendario sono state considerate perse con il punteggio di 0-6 a favore della società antagonista[13].
- AZ Gold Futsal promossa ma non iscritta in Serie A 2018-2019; Atletic San Marzano retrocesso nel campionato regionale ma successivamente ripescato.

## Girone C

### Partecipanti
Preso atto delle rinunce di New Depo e Queens Tivoli, il consiglio direttivo della Divisione ha deliberato il ripescaggio del BRC 1996 nonché l'inserimento nel girone del Coppa d'Oro che ha rinunciato alla promozione nella massima serie.

### Classifica[7]
|  | Pos. | Squadra             | Pt | G  | V  | N | P  | GF  | GS  | DR   |
|  | ---- | ------------------- | -- | -- | -- | - | -- | --- | --- | ---- |
|  | 1.   | Florentia           | 61 | 22 | 20 | 1 | 1  | 143 | 36  | +107 |
|  | 2.   | Virtus Ciampino     | 49 | 22 | 15 | 4 | 3  | 90  | 53  | +37  |
|  | 3.   | Real Balduina       | 48 | 22 | 15 | 3 | 4  | 83  | 54  | +29  |
|  | 4.   | Pelletterie Firenze | 40 | 22 | 12 | 4 | 6  | 51  | 40  | +11  |
|  | 5.   | Coppa d'Oro         | 36 | 22 | 11 | 3 | 8  | 78  | 60  | +18  |
|  | 6.   | Nazareth            | 25 | 22 | 7  | 4 | 11 | 48  | 69  | -21  |
|  | 7.   | BRC 1996            | 22 | 22 | 6  | 4 | 12 | 54  | 71  | -17  |
|  | 8.   | PMB Roma            | 22 | 22 | 5  | 7 | 10 | 32  | 60  | -28  |
|  | 9.   | Jasnagora           | 22 | 22 | 5  | 7 | 10 | 54  | 68  | -14  |
|  | 10.  | FB5 Roma            | 21 | 22 | 6  | 3 | 13 | 42  | 87  | -45  |
|  | 11.  | Vis Fondi           | 19 | 22 | 5  | 4 | 13 | 53  | 71  | -18  |
|  | 12.  | Quartu              | 8  | 22 | 2  | 2 | 18 | 55  | 114 | -59  |

### Verdetti
- Florentia promossa in Serie A 2018-19.
- Quartu e, dopo i play-out, FB5 Roma retrocessi nei campionati regionali.

## Girone D

### Partecipanti
Preso atto delle rinunce di F24 Messina, Magna Graecia e Vittoria Sporting, il consiglio direttivo della Divisione ha deliberato il ripescaggio del Città di Taranto. L'Athletic Futsal Ottaviano cambia denominazione in "Fulgor Octajano Woman". In data 19 settembre il presidente della società Borussia Policoro, inserita nel girone D, ha formalmente comunicato la rinuncia a partecipare al campionato. In seguito alla rinuncia, nel girone D retrocede direttamente nei campionati regionali solamente la società ultima classificata.

### Classifica[7]
|  | Pos. | Squadra            | Pt | G  | V  | N | P  | GF  | GS  | DR  |
|  | ---- | ------------------ | -- | -- | -- | - | -- | --- | --- | --- |
|  | 1.   | Royal Team Lamezia | 56 | 22 | 18 | 2 | 2  | 102 | 43  | +59 |
|  | 2.   | Napoli             | 50 | 22 | 16 | 2 | 4  | 88  | 46  | +42 |
|  | 3.   | Rev Palermo        | 42 | 22 | 13 | 3 | 6  | 76  | 56  | +20 |
|  | 4.   | Afragirl           | 39 | 22 | 12 | 3 | 7  | 108 | 61  | +47 |
|  | 5.   | Martina            | 39 | 22 | 11 | 6 | 5  | 52  | 44  | +8  |
|  | 6.   | Fulgor Octajano    | 37 | 22 | 11 | 4 | 7  | 81  | 59  | +22 |
|  | 7.   | Salernitana        | 37 | 22 | 12 | 1 | 9  | 64  | 53  | +11 |
|  | 8.   | Rionero            | 31 | 22 | 10 | 1 | 11 | 87  | 85  | +2  |
|  | 9.   | Vittoria           | 21 | 22 | 6  | 3 | 13 | 46  | 74  | -28 |
|  | 10.  | Città di Taranto   | 16 | 22 | 5  | 1 | 16 | 39  | 88  | -49 |
|  | 11.  | Reggio             | 8  | 22 | 2  | 2 | 18 | 31  | 81  | -50 |
|  | 12.  | CUS Cosenza        | 5  | 22 | 1  | 2 | 19 | 57  | 141 | -84 |

### Verdetti
- Royal Team Lamezia promossa in Serie A 2018-19.
- CUS Cosenza e, dopo i play-out, Reggio retrocessi nei campionati regionali.

## Play-off

### Formula
Ai play-off sono qualificate tutte le squadre giunte dalla seconda alla quinta posizione di ciascun girone. I play-off sono articolati in quattro turni a eliminazione diretta. Eccetto l'ultimo, organizzato con gare di andata e ritorno, tutti gli altri incontri sono disputati con gare di sola andata in casa della squadra meglio classificata. Accedono al turno successivo le squadre che ottengono il maggior punteggio. In caso di parità sono disputati due tempi supplementari di 5 minuti ciascuno. Qualora la parità sussista anche al termine di questi sarà considerata vincente la squadra in migliore posizione di classifica al termine della stagione regolare, tranne dal terzo turno dove si procede all'effettuazione dei tiri di rigore.

### Primo turno
Nel primo turno si affrontano tutte le squadre che hanno ottenuto l'accesso ai play-off, si è giocato il 6 maggio 2018.
| Squadra 1       | Risultato | Squadra 2            |
| --------------- | --------- | -------------------- |
| Noalese         | 2 - 3     | Decima SC            |
| Torres          | 5 - 1     | Real Fenice          |
| Bisceglie       | 6 - 1     | Atletico Chiaravalle |
| Molfetta        | 6 - 3     | Angelana             |
| Virtus Ciampino | 8 - 3     | Coppa d'Oro          |
| Real Balduina   | 4 - 5     | Pelletterie Firenze  |
| Napoli          | 1 - 0     | Martina              |
| Rev Palermo     | 1 - 3     | Afragirl             |

### Secondo turno
Nel secondo turno si affrontano le vincenti del turno precedente, si è giocato il 13 maggio 2018.
| Squadra 1       | Risultato | Squadra 2           |
| --------------- | --------- | ------------------- |
| Torres          | 8 - 1     | Decima SC           |
| Bisceglie       | 2 - 0     | Molfetta            |
| Virtus Ciampino | 4 - 2     | Pelletterie Firenze |
| Napoli          | 8 - 6     | Afragirl            |

### Terzo turno
Nel terzo turno si affrontano le vincenti del turno precedente, si è giocato il 20 maggio 2018.
| Squadra 1 | Risultato | Squadra 2       |
| --------- | --------- | --------------- |
| Bisceglie | 4 - 3     | Torres          |
| Napoli    | 1 - 3     | Virtus Ciampino |

### Quarto turno
Nel quarto turno si affrontano le vincenti del turno precedente, si giocheranno il 27 maggio e il 3 giugno 2018. La vincitrice sarà promossa in Serie A.
| Squadra 1       | Totale | Squadra 2 | Andata | Ritorno |
| --------------- | ------ | --------- | ------ | ------- |
| Virtus Ciampino | 6 - 11 | Bisceglie | 3 - 3  | 3 - 8   |

## Play-out

### Formula
Le squadre che hanno concluso il campionato alla decima e all'undicesima posizione di ciascun girone si affronteranno in un doppio spareggio (andata e ritorno, la prima partita verrà giocata in casa dell'ultima classificata) per determinare le 4 squadre a retrocedere nei rispettivi campionati regionali. Al termine degli incontri sarà dichiarata vincente la squadra che nelle due partite (di andata e di ritorno) avrà ottenuto il maggior punteggio ovvero a parità di punteggio la squadra che avrà realizzato il maggior numero di reti. Nel caso di parità gli arbitri della gara di ritorno faranno disputare due tempi supplementari di 5 minuti ciascuno. Qualora anche al termine di questi le squadre fossero in parità sarà considerata vincente la squadra in migliore posizione di classifica al termine della stagione regolare.

### Risultati
| Squadra 1  | Totale | Squadra 2        | Andata | Ritorno |
| ---------- | ------ | ---------------- | ------ | ------- |
| Sassoleone | 2 - 13 | San Pietro       | 1 - 9  | 1 - 4   |
| Copertino  | 1 - 7  | Civitanova       | 0 - 2  | 1 - 5   |
| Vis Fondi  | 5 - 2  | FB5 Roma         | 1 - 0  | 4 - 2   |
| Reggio     | 2 - 4  | Città di Taranto | 0 - 1  | 2 - 3   |